# Ein Lebenskünstler
Ein Lebenskünstler è un film muto del 1925 diretto da Holger-Madsen, tratto dal romanzo di Richard Voß.

## Produzione
Il film fu prodotto dalla National-Film AG (Berlino).

## Distribuzione
Il visto di censura fu rilasciato il 10 agosto 1925. Il film, distribuito dalla National-Film, uscì nelle sale cinematografiche tedesche nel settembre 1925 con il titolo originale Ein Lebenskünstler. In Danimarca, è conosciuto come Kunsten at leve Livet.